# (9576) van der Weyden
(9576) van der Weyden (1989 CX2) – planetoida z grupy pasa głównego asteroid okrążająca Słońce w ciągu 5,38 lat w średniej odległości 3,07 j.a. Odkryta 4 lutego 1989 roku.